# Astro Creep: 2000
Az Astro Creep: 2000 – Songs of Love, Destruction and Other Synthetic Delusions of the Electric Head (vagy egyszerűen Astro Creep: 2000) az amerikai White Zombie negyedik, és egyben utolsó stúdióalbuma, amely 1995. április 11-én jelent meg, a Geffen-nél. Az album a White Zombie egyik leghíresebb albuma. Az albumon található dalok közül sok szám a White Zombie koncertjein kihagyhatatlannak számított. A legtöbb dalt Rob Zombie szólókarrierjének fellépésein is előadja. Az album #6. lett a Billboard 200-as listáján. Az album legismertebb dala a "More Human Than Human". Az albumot John Tempesta dobossal készítették el, miután kilépett Ivan de Purme.
Az album a White Zombie történetének legjobban értékesített albuma. 2x platinalemez, és kiadása után csak az Egyesült Államokban 2 600 000 példányt adtak el belőle. A zenekar ezzel az albummal Grammy díjat kapott. Az albumot a Groove Metal, és Industrial metal stílusokba sorolják, azonban érezhető benne egy kis thrash-es hatás.
A lemezen található dalok közül a "More Human Than Human" az "Electric Head Part 2. (The Ecstasy)" című dalokhoz készült videóklip, valamint egy koncert-videóklip a "Super-Charger Heaven"-höz. A "More Human Than Human" klipjét, az MTV a legjobb videóklipnek választotta, és ez Rob kedvenc videoja a White Zombie-val készített klipek közül.

## Híres dalok

### "Super Charger Heaven"
A "Super Charger Heaven" a White Zombie pályafutásának legsikeresebb dalai közé tartozik. Ez volt a 3. és egyben utolsó kislemez az albumról 1996-ban. A dalhoz készült egy videóklip is. Az Astro Creep: 2000 dallistáján a #2. dal. Számos White Zombie és számos Rob Zombie válogatásalbumon megtalálható, mindig a legelső dalok között. A szöveget Rob írta, a zenét pedig Yseult, Yuenger és Tempesta írták. Kislemezként az Egyesült Államokban a #39. helyezésig jutott. Rob Zombie szólófellépésein is gyakran helyet kap.

### "Real Solution #9"
A "Real Solution #9" a lemez harmadik dala. Promocionális kislemezként jelent meg 1995-ben. Az albumon 4 perc, 44 másodperces formában található meg, azonban a kislemezen megtalálható egy 3 perc 44 másodperces változat. A szöveget Rob írta, a zenét pedig a zenekar három további tagja készítette el. Az album felvételeinél ezt a dalt rögzítették utoljára.

### "Electric Head Part 2 (The Ecstasy)"
"Electric Head Part 2 (The Estasy)" címen jött ki az első kislemez az albumról 1995-ben. Ugyanúgy mint az előző daloknál itt is Rob írta a szöveget, míg Yseult, Yuenger és Tempesta a zenéért volt felelős. A dalhoz készült egy videóklip is. Kislemezként nyolcszor jelent meg. A különböző kiadásokon mixek, és az "Electric Head pt. 2" vagy más White Zombie dalok mixei, esetleg egy másik változatuk került fel, amelyek vagy rövidebbek, vagy hosszabbak voltak, az albumon található verzióknál. Kislemezként Amerikában #27., Angliában #31. lett.

### "More Human Than Human"
A "More Human Than Human" című dal a White Zombie történetének legsikeresebb dala, a "Thunder Kiss '65"-tel együtt. A White Zombie ezért a dalért kapott Grammy díjat. Kislemezként ez volt a 2. az albumról, 1995-ben. A dalhoz videóklip is készült, amit az MTV a legjobb videóklipnek választott. A Vh1 zenecsatorna a minden idők 100 legnagyobb hard rock dala listáján a #68. helyre sorolták be. A dalt több előadó is feldolgozta. Alapját képezi a White Zombie és a Rob Zombie válogatáslemezeknek egyaránt. Rob szólókoncertjei alkalmával is gyakran előadja a dalt. Kislemezként négyszer jelent meg, ezeken a különböző kiadásokon több különböző változata, és mixelt verziója is fellelhető. Amerikában két listán is ért el helyezést. A Modern Rock listán a #7., a Mainstream Rock listán pedig a #10. helyezést érte el, míg Ausztráliában #37., Angliában pedig #51. lett. A szöveg Rob szerzeménye, míg a zenét Yseult, és Yuenger közösen készítették el.

### "El Phantasmo and the Chicken-Run Blast-O-Rama"
"El Phantasmo and the Chicken-Run Blast-O-Rama" címen jelent meg egy promocionális kislemez 1996-ban. 2000-ben, a Super-Charger Hell című White Zombie tributelemezre Mind Pasher dolgozta föl a dalt. A szöveget Rob írta, a zenét pedig Yseult, Yuenger és Tempesta.

### "Blood, Milk and Sky"
A "Blood, Milk and Sky" az Astro Creep: 2000 záródala. Rob írta a szöveget, a zenét pedig három társa. Ez az album leghosszabb dala, 11 perc 20 másodperc. Promocionális kislemezként jelent meg 1996-ban, és ezen a kislemezen megtalálható egy 5 perc 44 másodperces változatban is.
az összes említett dal remixelt változata megtalálható az 1996-ban megjelent Supersexy Swingin' Sounds című remixalbumon.

## Az album dalai
Az összes dal szövegét Rob Zombie írta. A dalok zenéjét Jay yuenger, Sean Yseult és John Tempesta szerezték, kivéve ahol más van jelölve.
1. "Electric Head Part 1. (The Agony)" – 4:54
2. "Super-Charger Heaven" – 3:37
3. "Real Solution #9" – 4:44
4. "Creature of the Wheel" – (Yseult, Yuenger) – 3:25
5. "Electric Head Part 2. (The Esctasy)" – 3:53
6. "Grease Paint and Monkey Brains" – 3:49
7. "I, Zombie" – 3:31
8. "More Human Than Human" – (Yseult, Yuenger) – 4:28
9. "El Phantasmo and the Chicken-Run Blast-O-Rama" – 4:13
10. "Blur the Technicolor" – (Yseult, Yuenger) – 4:09
11. "Blood, Milk and Sky" – 11:18

## Közreműködők
- John Tempesta – dobok
- Jay Noel Yuenger – gitár
- Sean Yseult – basszusgitár
- Rob Zombie – ének, dalszöveg, illusztrációk
- Charlie Clouser – programozás, billentyűs hangszerek
- Terry Date – producer, mixelés
- Lamont Hyde – felvétel és mixelés
- Ted Jensen – masterelés
- Wade Norton – felvétel és mixelés
- Ulrich Wild – felvétel

## Helyezések
- Billboard 200 – #6.[1]
- Új-Zéland – #16.[1]
- Ausztrália – #26.[1]
- Svédország – #30.[1]
- Svájc – #40.[1]
- Franciaország – #46.[1]